# Ruinas de Cartago (Costa Rica)
Ruinas de Cartago, conocidas también como "Ruinas de la Parroquia" o Ruinas de Cartago, son los vestigios del inacabado templo parroquial de Santiago Apóstol, ubicado en el centro de la ciudad de Cartago, Costa Rica. Constituyen un símbolo histórico y cultural de la ciudad.

## Historia
La primera iglesia dedicada a Santiago el Mayor, patrono de España y de la ciudad de Cartago, Costa Rica, fue fundada entre 1575 y 1580 por frailes franciscanos en el sitio que actualmente ocupan las ruinas. Durante los siglos XVII y XVIII, el templo fue reconstruido varias veces tras ser dañado por numerosos terremotos, incluyendo los de 1630, 1822 y 1841. La estructura actual comenzó a construirse en 1870 según los planos del arquitecto alemán Francisco Kurtze, siendo un ejemplo único de arquitectura románica en Costa Rica. La construcción fue interrumpida varias veces por falta de recursos y conflictos entre la iglesia y el estado, reiniciándose en 1903. Finalmente, el terremoto de Santa Mónica en 1910 causó daños irreparables, dejando la obra inconclusa. 
El sitio fue declarado Patrimonio Cultural de Costa Rica en 1982.  

## Importancia cultural

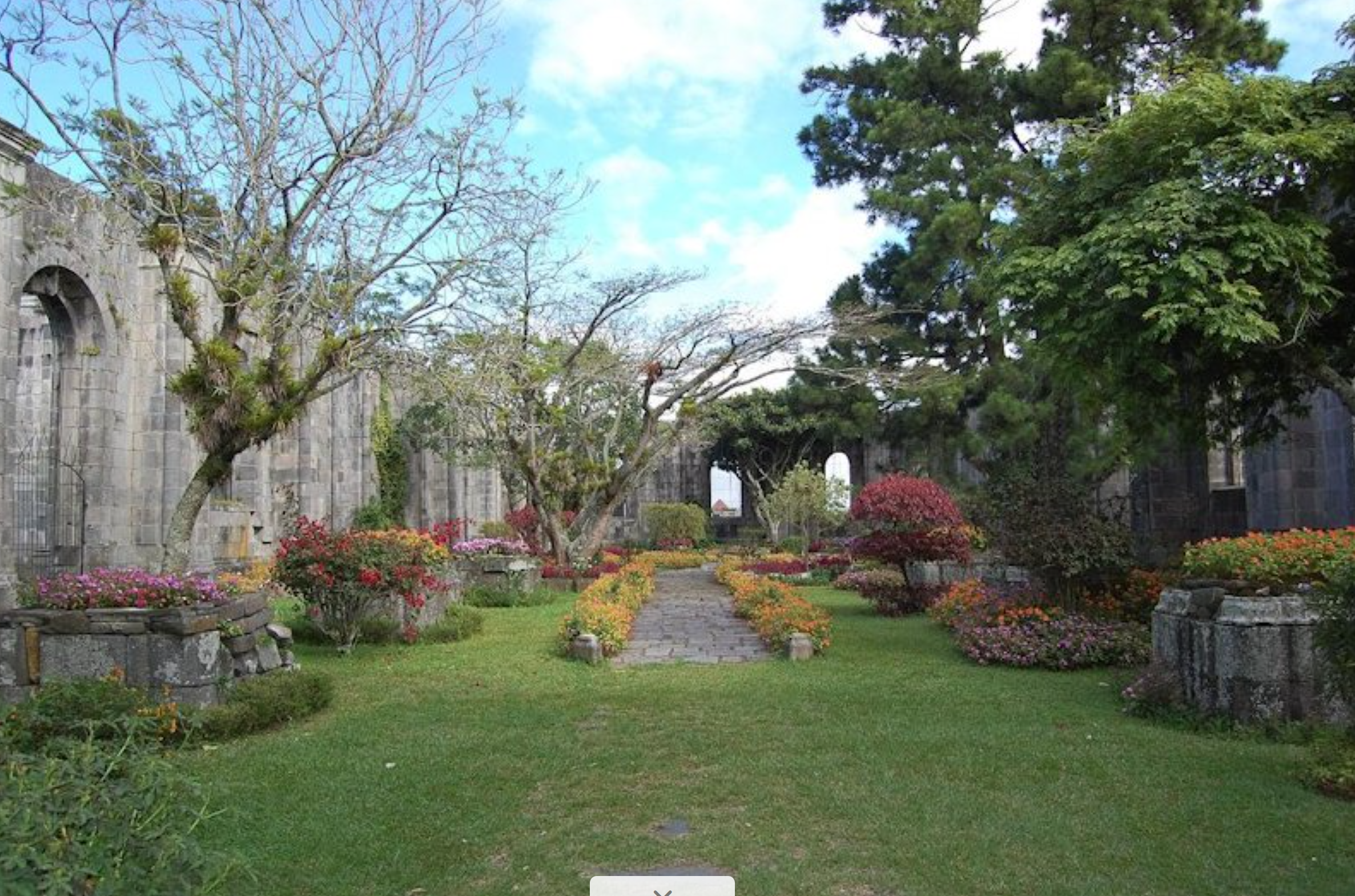
Interior de Las Ruinas de Cartago

El templo de Santiago Apóstol, además de su función religiosa, jugó un papel clave en la historia de Costa Rica. En octubre de 1821, sus campanas anunciaron la llegada del correo de Guatemala con la noticia de la Independencia de Centroamérica. Este acto marcó un momento decisivo en la historia del país, ya que el 29 de octubre de ese mismo año, en un cabildo abierto en Cartago, se redactó el acta que proclamó la independencia de Costa Rica de España. 

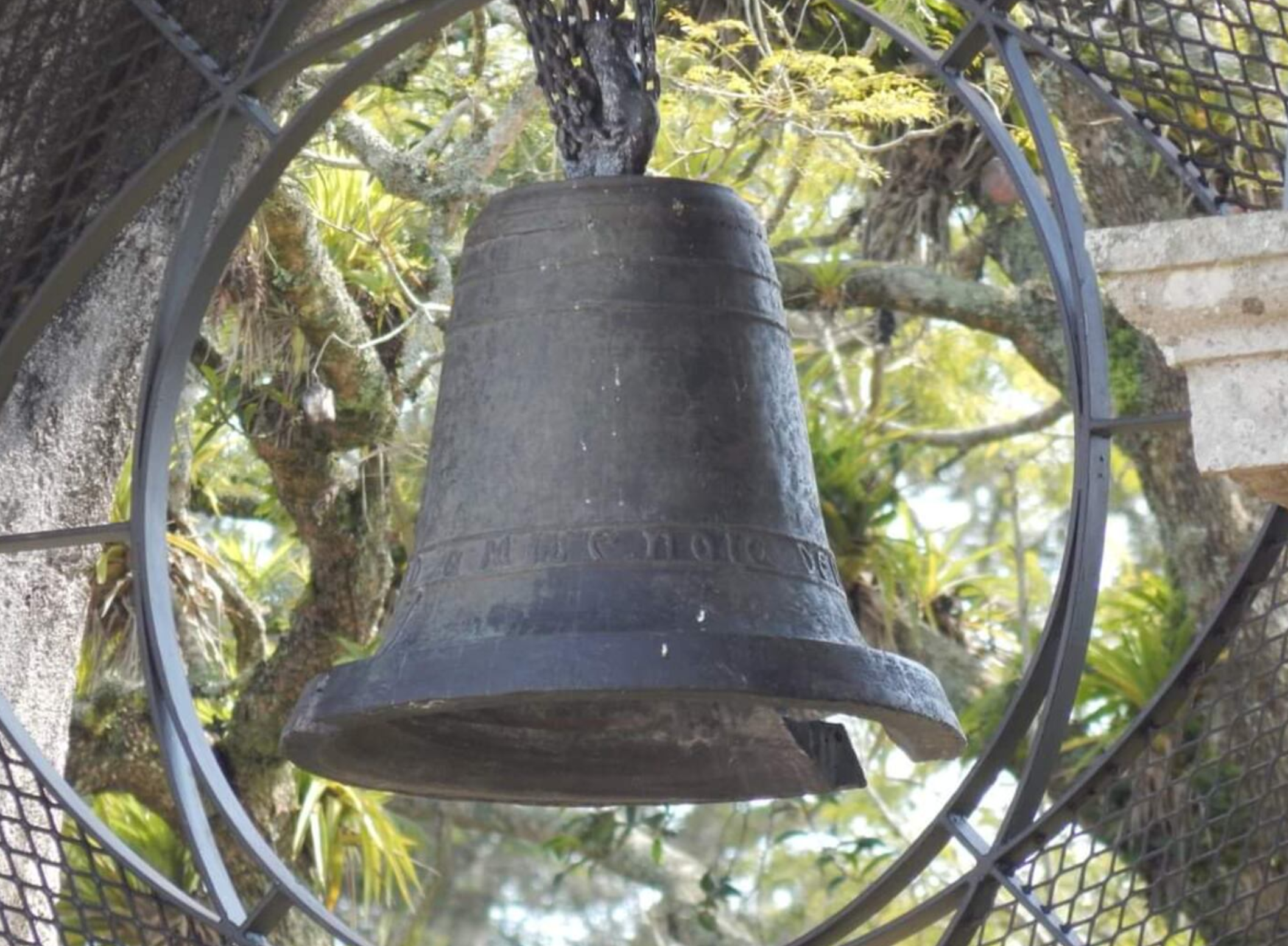
Campana de la Independencia de Costa Rica

Una de estas campanas, conocida como la "Campana de la Libertad" o "Campana de la Independencia", cuelga actualmente del arco principal de las Ruinas. Fundida en 1818 por el herrero herediano Concepción Cartín, esta reliquia histórica ha sido testigo de numerosos eventos significativos, como la Batalla de Ochomogo (1823), la Campaña Nacional contra los filibusteros y diversas tragedias naturales. Originalmente destinada al templo de Los Ángeles, la campana fue salvada de ser fundida en 1933 gracias a la intervención de ciudadanos prominentes y fue colocada en las Ruinas, donde permanece como símbolo de la independencia patria. 
Tiempo atrás, cada 14 de septiembre, como parte de los actos oficiales de la Independencia, el presidente de la República la hacía sonar, reafirmando su importancia como emblema nacional.

## Arquitectura

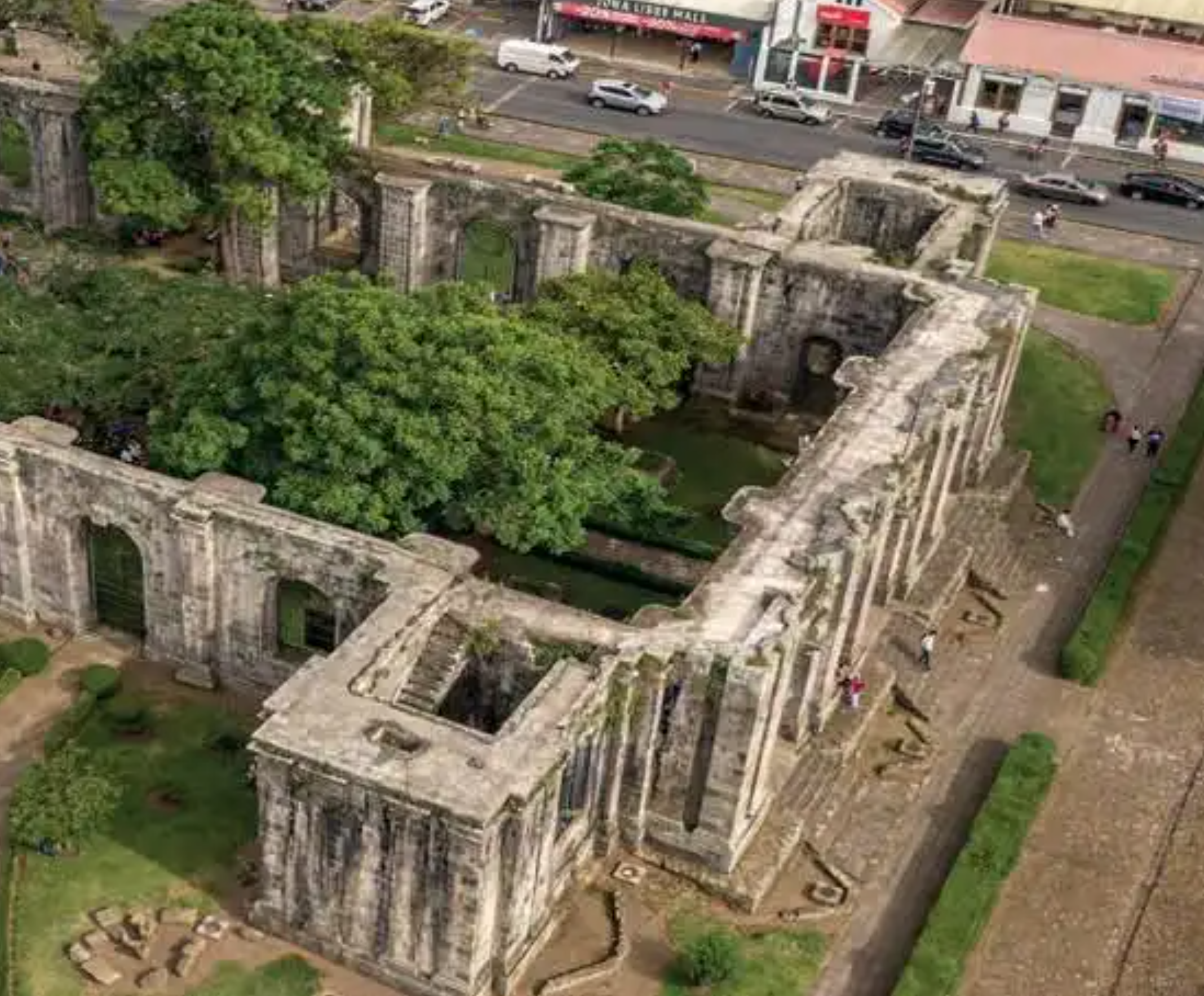
Vista aérea arquitectura románica Las Ruinas Cartago

El templo de Santiago Apóstol es el único ejemplo de arquitectura románica en Costa Rica, un estilo caracterizado por su monumentalidad, muros macizos y arcos semicirculares. Este diseño robusto, inspirado en las tradiciones arquitectónicas medievales de Europa, busca transmitir una sensación de solidez y estabilidad, atributos visibles en las ruinas del templo. 

### Características arquitectónicas
La arquitectura románica, desarrollada entre los siglos X y XIII en Europa, se destaca por sus formas sencillas y funcionales. En el caso de las Ruinas de Cartago, estos elementos se manifiestan en:
- Muros macizos: Construidos con grandes bloques de piedra volcánica local, los muros del templo están diseñados para resistir los terremotos frecuentes en la región.
- Arcos de medio punto: Este tipo de arco, típico del estilo románico, es visible en las ventanas y los elementos estructurales de la edificación. Además de su función estética, los arcos distribuyen el peso de la estructura de manera uniforme.
- Escasez de ornamentos: El diseño del templo refleja la simplicidad típica del románico, enfocándose en la funcionalidad y la pureza de las formas geométricas.

### Adaptación al contexto local
Aunque sigue los principios del románico europeo, la construcción del templo incorpora adaptaciones al entorno costarricense. Los materiales utilizados, como la piedra volcánica, y la técnica de construcción fueron seleccionados para garantizar mayor durabilidad ante los sismos. Este enfoque refleja la ingeniosa combinación de un estilo arquitectónico importado con las necesidades específicas del lugar.

### Simbología
El estilo románico fue elegido para transmitir valores de fortaleza y fe, características importantes para la comunidad católica de Cartago en el siglo XIX. A pesar de que la construcción quedó inconclusa, las ruinas han logrado conservar esta simbología, erigiéndose como un recordatorio tangible de la historia y espiritualidad de la región.

### Comparación internacional
Si bien el estilo románico es común en catedrales y monasterios europeos, su presencia en América Latina es escasa. Las Ruinas de Cartago destacan como un ejemplo muy particular en el continente, comparables únicamente a edificaciones aisladas en otros países que intentaron replicar estilos medievales europeos durante el periodo colonial o poscolonial.

### Estado actual
Aunque los trabajos de construcción nunca se completaron, las ruinas permiten apreciar las técnicas constructivas  en estilo románico y el diseño original del templo. La estructura ha resistido el paso del tiempo y los desastres naturales, convirtiéndose en un valioso ejemplo de patrimonio arquitectónico y cultural en Costa Rica.

## Leyendas y simbolismo
La iglesia ha sido rodeada de leyendas locales, las cuales atribuyen su estado inconcluso a maldiciones asociadas con los terremotos que la destruyeron. Estas historias han añadido un aura de misterio al sitio, aumentando su atractivo turístico y cultural. 

### Historia de Santiago Apóstol

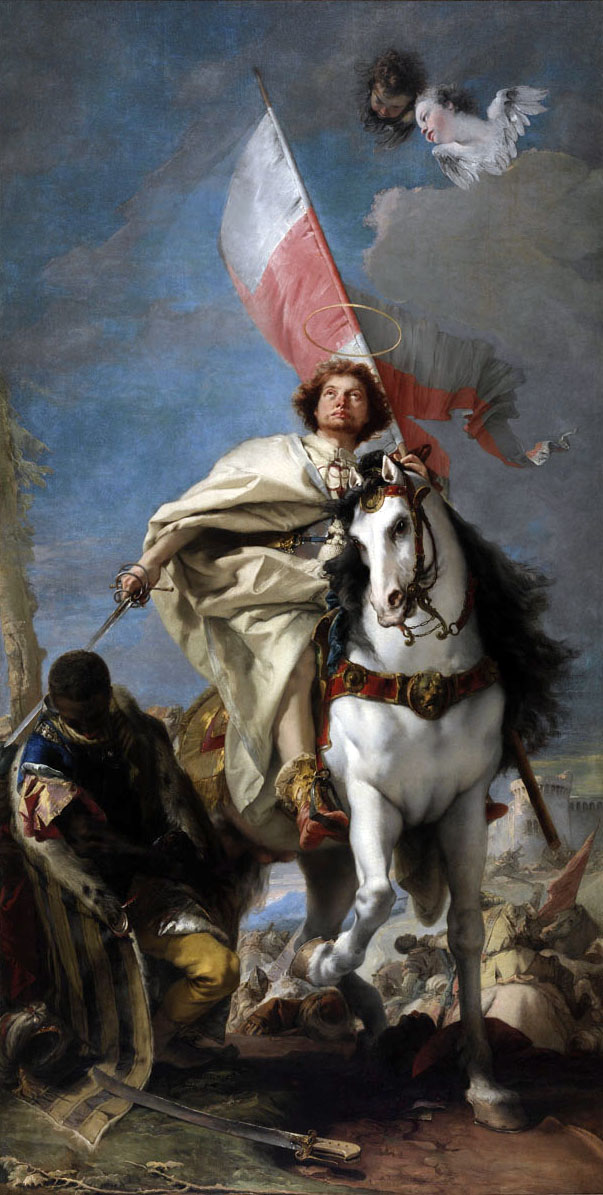
Santiago Matamoros, por Giovanni Battista Tiepolo (Museo de Bellas Artes, Budapest). Su manto refleja su carácter militar.

Desde la época medieval, Santiago el Mayor, también conocido como Santiago Apóstol, adquirió una representación significativa como caballero en combate contra los moros en la península ibérica. Este simbolismo, conocido como Santiago Matamoros, está documentado en las crónicas medievales, que relatan su intervención milagrosa a favor de los cristianos en la legendaria batalla de Clavijo, supuestamente ocurrida el 23 de mayo del año 844. Desde ese momento, Santiago se convirtió en un ícono para los españoles durante las guerras de la Reconquista, que buscaban recuperar los territorios ocupados por los musulmanes.
A partir del siglo XVI, los conquistadores españoles adoptaron a Santiago Matamoros como su protector en la conquista de América. En este contexto, los indígenas paganos ocuparon, en el imaginario de los conquistadores, el lugar de los moros como enemigos de la fe cristiana. Esto explica por qué muchas ciudades fundadas durante el periodo colonial llevan el nombre de Santiago, consolidando su relevancia como santo patrón en la expansión de la religión católica en el Nuevo Mundo.
Un ejemplo emblemático de esta devoción es la fundación de Santiago de Chile, que tuvo lugar en medio de una de las guerras de conquista más largas y complejas de América. Este evento subraya la importancia simbólica de Santiago no solo como figura religiosa, sino también como inspiración militar y cultural en la historia colonial de América.  
En Cartago quedó para los anales de la historia este otorgamiento de patronazgo a la ciudad en los tiempos de la colonia, mostrando la fe y optimismo de los nuevos colonos en la obtención del éxito de su empresa en el establecimiento de la nueva ciudad y futura nación costarricense.

## Mojón de Santiago de Compostela
El 25 de julio de 2022, en el marco de la festividad de Santiago Apóstol, se inauguró un mojón del Camino de Santiago en la ciudad de Cartago, Costa Rica. Este hito simbólico, donado por la Junta de Galicia como parte de la iniciativa El Camino de Santiago en el Mundo, es una pieza de granito que incorpora la concha de vieira y la flecha amarilla, emblemas universales del Camino. El mojón fue colocado al costado norte de Las Ruinas de Cartago. 

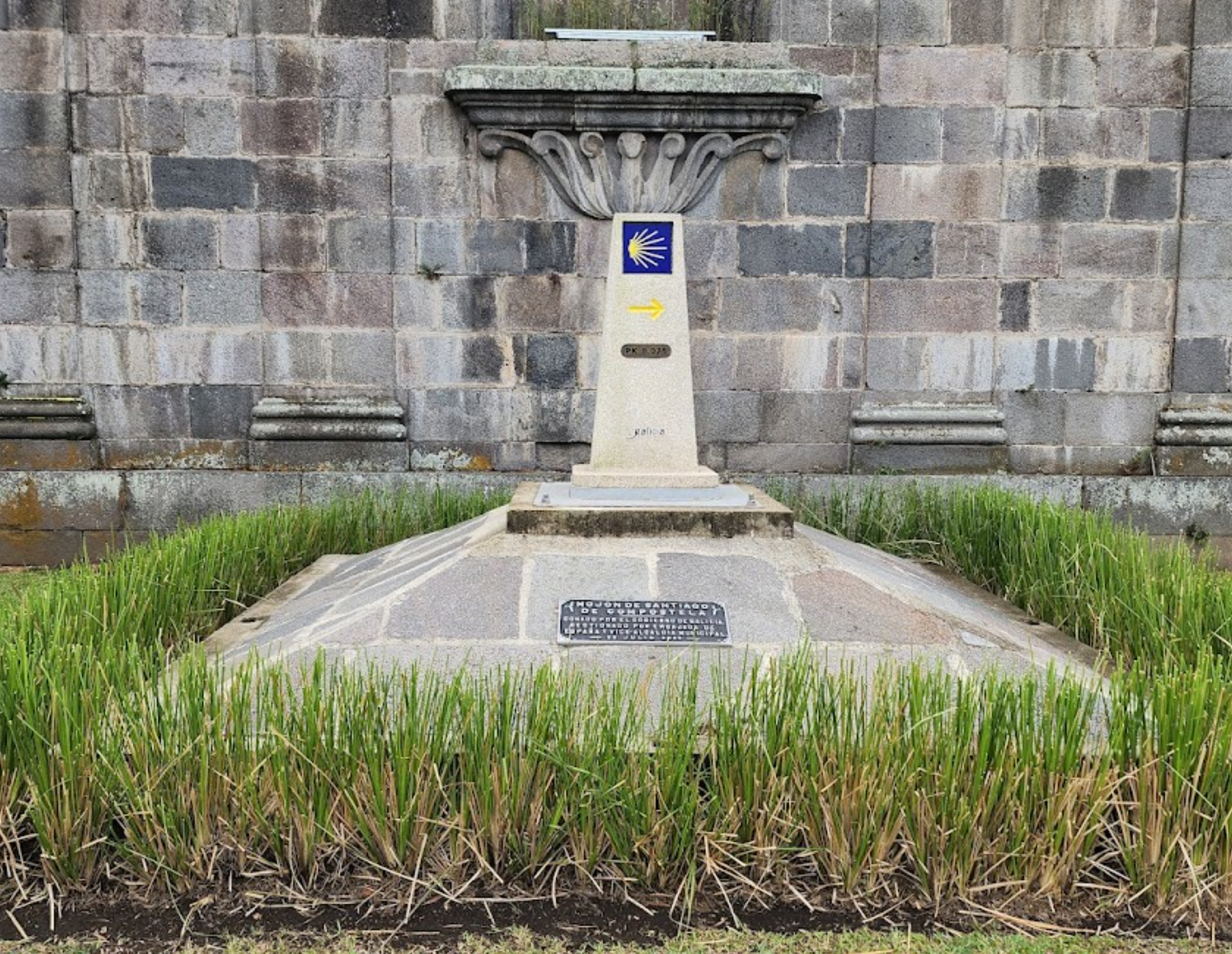
Mojón de Santiago de Compostela en Cartago, Costa Rica

La develación y bendición del mojón contó con la presencia de destacadas autoridades, incluyendo al alcalde de Cartago, Mario Redondo; la embajadora de España en Costa Rica, Cristina Pérez; el obispo de Cartago, Mario Quirós; y la vicealcaldesa, Silvia Alvarado. Según la Embajada de España, este mojón señala no solo la dirección hacia Santiago de Compostela, sino también la estrecha relación cultural e histórica entre Costa Rica, Galicia y España.
Cartago es un importante centro de peregrinación en Costa Rica, especialmente durante la romería a la Basílica de Nuestra Señora de los Ángeles cada mes de agosto. El vínculo con Santiago Apóstol se refleja también en el interés por fortalecer los lazos jacobeos en la región, acompañados de actividades culturales como exposiciones sobre la historia y el significado del Camino de Santiago.
El Camino de Santiago, declarado Patrimonio de la Humanidad por la UNESCO, tiene más de un milenio de historia y atrae a peregrinos de todo el mundo. Aunque tradicionalmente tiene un carácter religioso, hoy los motivos para recorrerlo incluyen aspectos espirituales, culturales, turísticos y deportivos, que mantienen su relevancia y atractivo universal.
Esta iniciativa en Cartago resalta la importancia del Camino como catalizador cultural y espiritual, y su capacidad de unir regiones distantes bajo valores universales como la fe, la introspección y el intercambio cultural.  

## Ubicación y entorno

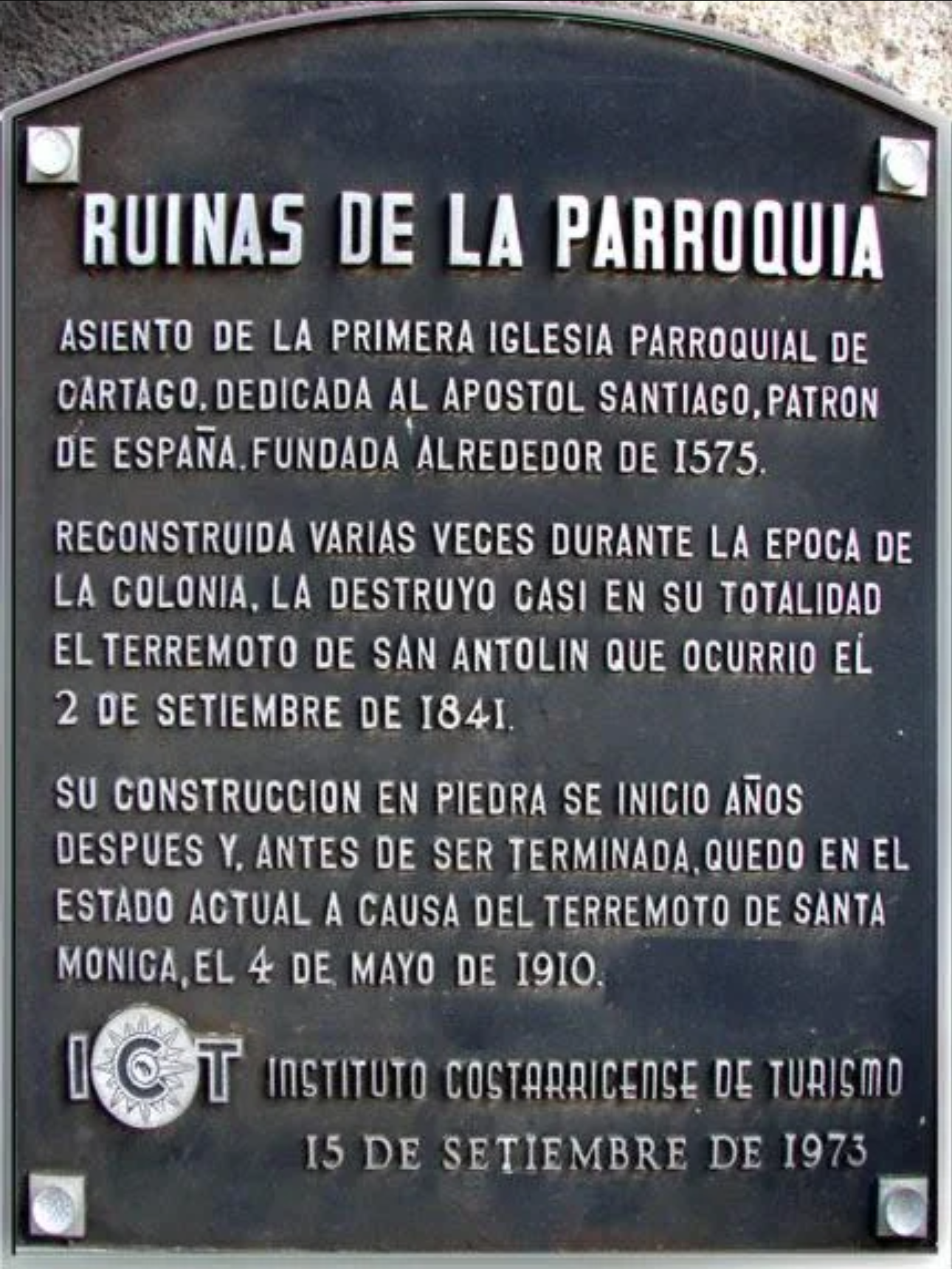
Placa conmemorativa "Ruinas de la Parroquia" por el Instituto Costarricense de Turismo

Las Ruinas de Cartago se encuentran en la avenida central de Cartago, entre las calles 0 y 1, al este de la plaza Mayor. El espacio que las rodea ha sido convertido en jardines públicos, proporcionando un ambiente sereno en el corazón de la ciudad.